# 2162 Anhui
A 2162 Anhui (ideiglenes jelöléssel 1966 BE) a Naprendszer kisbolygóövében található aszteroida. Bíbor-hegyi Obszervatórium fedezte fel 1966. január 30-án.